# Georgette Guilbaud
Pour les articles homonymes, voir Guilbaud.
Georgette Elvire Blanche Guilbaud, née Vasseur le 22 novembre 1907 à Sézanne dans la Marne et morte le 30 mai 2002 à Moissac, est une artiste-peintre.

## Biographie
Née le 22 novembre 1907 à Sézanne, dans le département de la Marne, Georgette Guilbaud a commencé à peindre à 16 ans et a étudié à Paris de 1932 à 1937 à l'Académie Julian et l'Académie Colarossi. Elle a fréquemment voyagé et travaillé en Afrique.